# Casa Beretta
Casa Beretta è un palazzo di Pavia, in Lombardia.

## Storia
L’edificio sorse nel tardo XVI secolo sopra abitazioni di età medievale e romana, dato che il palazzo si affaccia lungo corso Mazzini, l’antico decumano della città in età classica. Non conosciamo il nome dei proprietari del palazzo nel Cinquecento, sappiamo tuttavia che nel XVIII secolo vi risiedevano i Carminali che, nel 1855, lo cedettero ai Beretta.

## Descrizione
Il prospetto affacciato lungo corso Mazzini venne rimodellato nel 1909 (su progetto dell’ing. Antonio Rossi) secondo i dettami della moda architettonica del momento, dato che fu rifatta (adattandola alle precedenti aperture) seguendo i canoni dello stile Liberty.  La riforma interessò soltanto la facciata del palazzo, che si affaccia sullo stretto corso esibendo un decoro che si fa via via più ricco salendo verso l’alto. Infatti alla zona terrena, trattata a bugnato liscio e dalle aperture sobriamente incorniciate, si sovrappongono due piani ritmati da lesene pendule e arcate a sesto ribassato entro cui si dispiega un ornato a bassorilievi di gusto calligrafico che combina, specie nelle sopracciglia delle finestre, motivi secessionisti e reminiscenze rococò. Particolarmente esuberante la decorazione della zona centrale superiore, conclusa da una grande lunetta, al centro della quale un occhio di bue lascia fuoriuscire un mazzo di fiori.

Varcato il portone si accede al cortile, a pianta quadrata, cinquecentesco, strutturato al piano terra da un portico architravato sorretto da alte colonne in granito bianco dotate di capitelli dorici, mentre al primo piano si trova un elegante loggiato ad archi a tutto sesto sostenuti da colonnine abbinate a pilastrini di ordine dorico e lesene, sopra i quali si snoda un cornicione sagomato. Nel Settecento, per ampliare gli spazi abitativi, furono tamponate alcune parti del portico e del loggiato, e vennero aggiunti alcuni balconcini dotati di ringhiere in ferro battuto finemente lavorato secondo i dettami dello stile rococò.

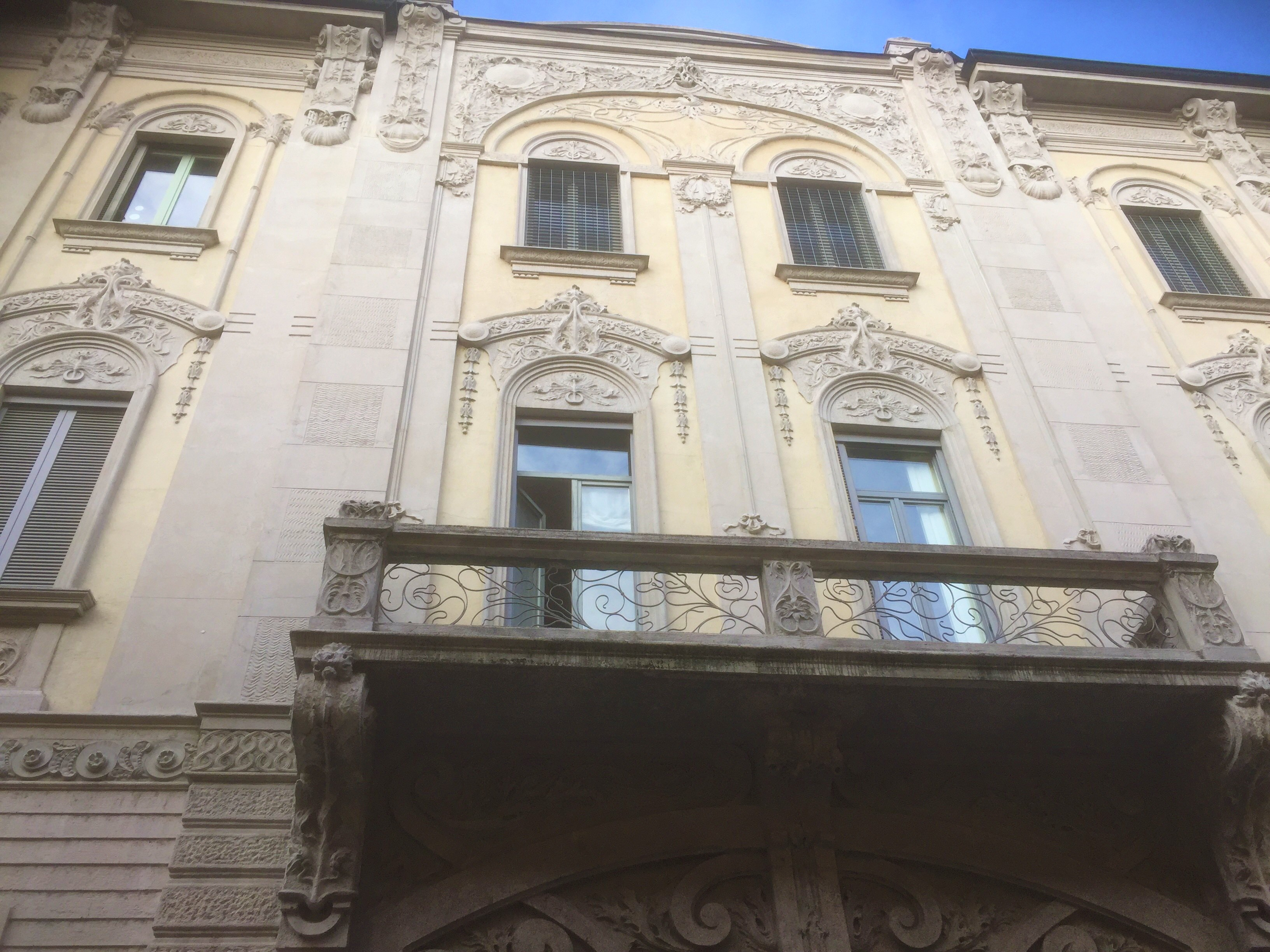
La facciata
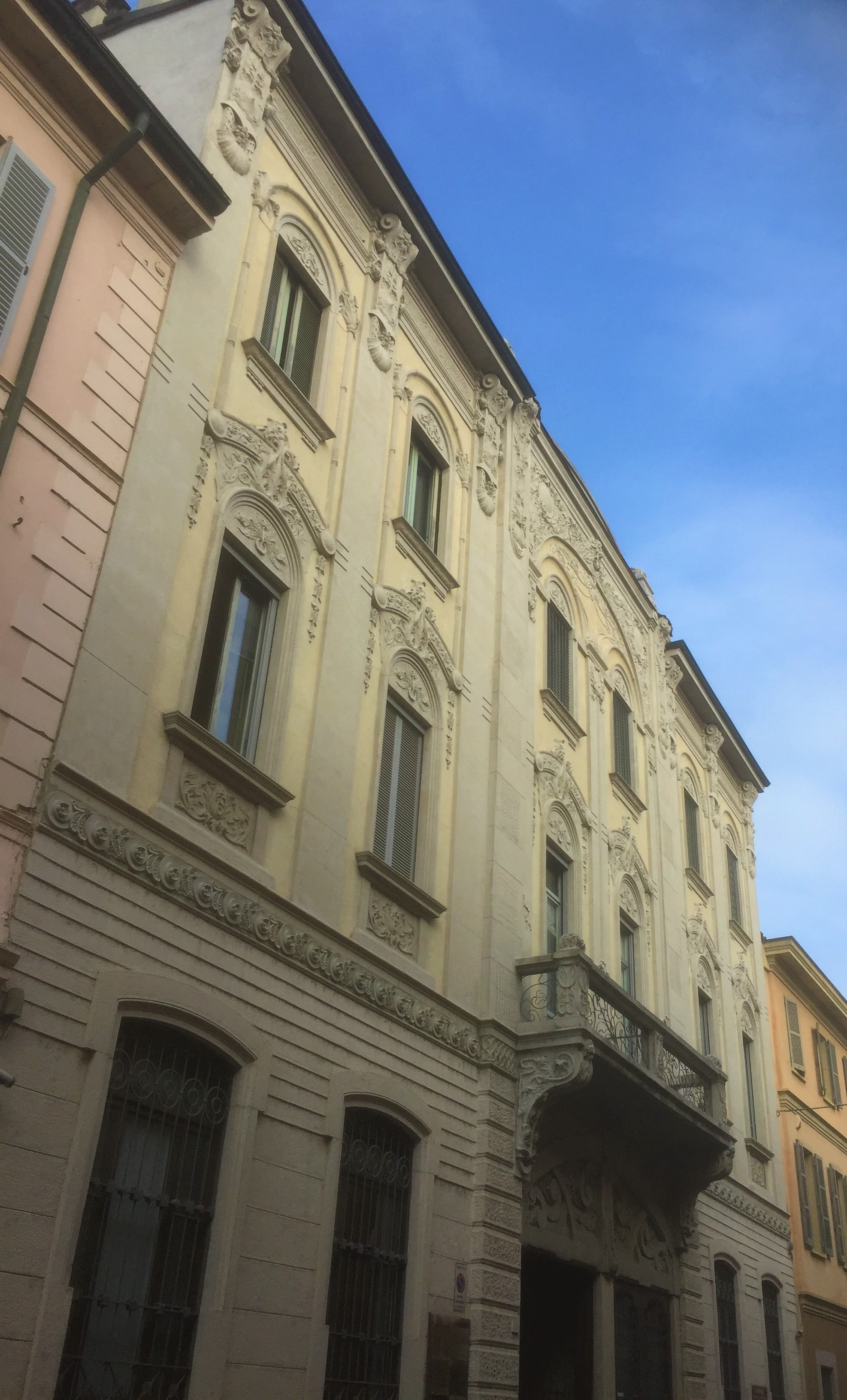
La facciata
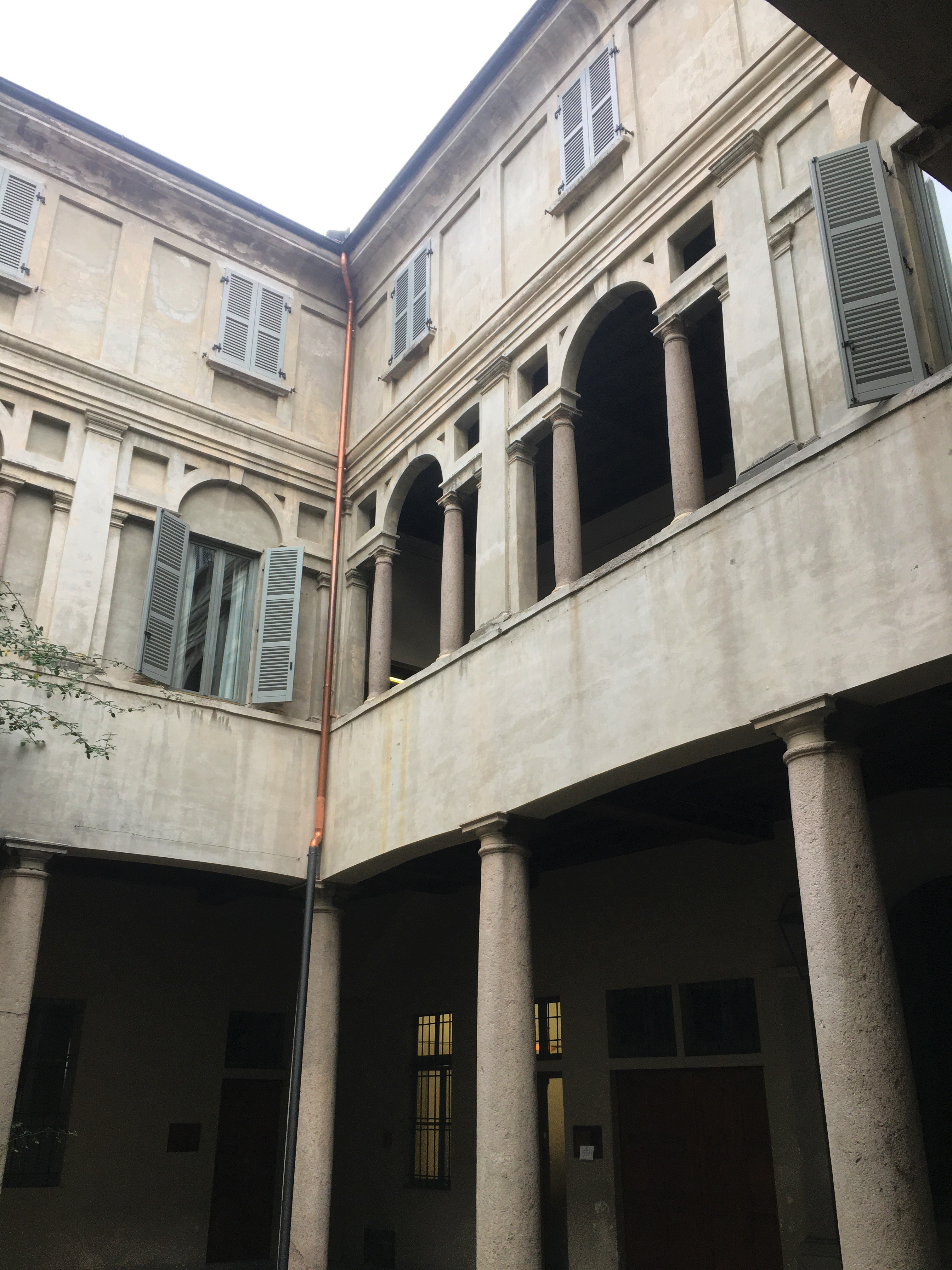
Dettaglio del loggiato